# Philypnodon
In die Gattung Philypnodon sind zwei Süßwasser-Grundelarten aus der Familie der Schläfergrundeln gestellt. Die Gattung ist im Südosten Australiens endemisch. Der Gattungsname geht auf die altgriechischen Begriffe phyleo (etwas mögen), ypnos (Exkrement) und odous (Zähne) zurück.

## Merkmale
Die Schläfergrundeln der Gattung Philypnodon werden zwischen vier und zwölf Zentimeter lang. Die Körper sind variabel in Schwarz-, Braun-, Rotbraun-, Grünbraun- oder Grautönen gefärbt. Die Flossen sind weitgehend transparent, die Schwanz- und Rückenflossen zeigen abwechselnd schwarz-orange Streifen. Männchen und Weibchen weisen einen ausgeprägten Sexualdimorphismus auf. Außerdem ist die morphologische Variationsbreite innerhalb der Arten über ihr jeweiliges Verbreitungsgebiet hoch.
Die beiden Arten der Gattung Philypnodon unterscheiden sich (wie auch die Vertreter der Gattungen Mogurnda und Gobiomorphus) von den anderen Schläfergrundel-Arten durch nicht durchgängige Nervenverbindungen und fehlende Knochenstrahlenträger (Pterygiophoren) zwischen den beiden Rückenflossen.

## Vorkommen und Habitat
Die Fische der Gattung kommen in Stillgewässern oder schwach fließenden Gewässern im Süß- und Brackwasser an der Ostküste Australiens, im Murray-Darling-Becken, auf der Känguru-Insel und gelegentlich an Tasmaniens Nordküste vor.
Habitate sind natürliche oder künstlich angelegte Seen oder Lagunen über schlammigem oder steinigem Boden, oft in der Nähe von Wasserpflanzen oder Totholz. Beide Arten kommen weitgehend sympatrisch vor.
Die erwachsenen Grundeln ernähren sich carnivor von kleinen Fischen, Krebstieren, Insekten und Kaulquappen.
Die Laichzeit liegt meist im australischen Frühling bzw. Sommer. Dabei färben sich die Männchen dunkler und zeigen farbigere Flossen. Nach Art aller Schläfergrundeln legt das Weibchen einen Klumpen Laich auf einem harten Substrat, das Gelege wird bis zum Schlupf nach vier bis sechs Tagen vom Männchen bewacht und mit den Brustflossen befächelt.

## Systematik
Die Gattung Philypnodon wurde von Pieter Bleeker anhand von Eleotris nudiceps Castelnau, 1872 (Synonym für Philypnodon grandiceps) als Gattungstypus aufgestellt. Sie umfasst zwei wissenschaftlich beschriebene Arten: 
- Philypnodon grandiceps (Krefft, 1864) (engl.: Flathead Gudgeon) mit meist 8 cm Körperlänge
- Philypnodon macrostomus Hoese & Reader, 2006 (engl.: Dwarf Flathead Gudgeon) mit meist 4 cm Körperlänge

Aufgrund von genetischen Untersuchungen von Fischen aus dem Lang Lang River bei Lang Lang im australischen Bundesstaat Victoria wird eine dritte Art, nah verwandt mit Philypnodon macrostomus, vermutet.